# 송공 어
송공 어(宋公 禦, ? ~ 기원전 620년)는 중국 춘추 시대의 인물로, 제22대 송공이다. 성은 자(子), 휘는 어(禦)이다.

## 사적
양공(襄公)의 아들이며, 성공(成公)의 아우다.
성공 17년(기원전 620), 성공이 죽자 태자와 대사마(大司馬) 공손고(公孫固)를 죽이고 스스로 임금이 되었으나, 송나라 사람들이 어를 죽이고 성공의 작은아들 저구(杵臼)를 임금으로 세웠다.
《사기》 송미자세가에 나오며, 12제후연표와 《좌전》에는 나오지 않는다.

## 가계
- 송 양공
  - 송 성공
    - 송 소공

  - 송군 어